# 蒙茹瓦尔
蒙茹瓦尔（法語：Montjoire，法語發音：[mɔ̃ʒwaʁ]）是法国上加龙省的一个市镇，属于图卢兹区。

## 地理
蒙茹瓦尔（43°46'13"N, 1°32'1"E）面积20.29 平方千米，位于法国奧克西塔尼大區上加龙省，该省份为法国西南部内陆省份，西南端与西班牙接壤，自此顺时针与上比利牛斯省、热尔省、塔恩-加龙省、塔恩省、奥德省和阿列日省接壤。
与蒙茹瓦尔接壤的市镇（或旧市镇、城区）包括：塔恩河畔拉马格德莱娜、巴聚斯、贝西耶尔、波亚克、瓦基耶、维拉列斯。

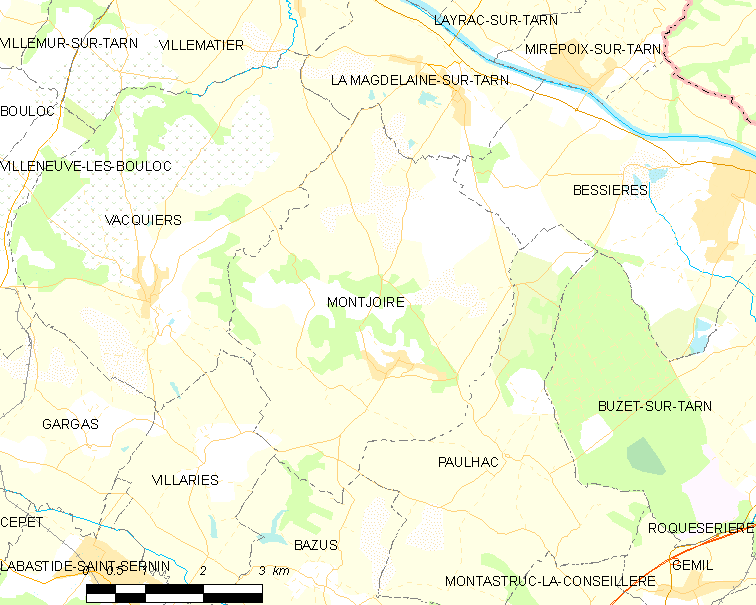
蒙茹瓦尔的OSM定位图

蒙茹瓦尔的时区为UTC+01:00、UTC+02:00（夏令时）。

## 行政
蒙茹瓦尔的邮政编码为31380，INSEE市镇编码为31383。

## 政治
蒙茹瓦尔所属的省级选区为佩什博尼约县。

## 人口

1962-2008年间蒙茹瓦尔人口变化图示

蒙茹瓦尔于2022年1月1日时的人口数量为1262人。